# Tuborgs 60 Aars Stiftelsesdag
|  | Denne artikel er oprettet af botten Steenthbot ud fra en ekstern database. Den kan derfor have sproglige fejl eller mangler. Denne skabelon kan fjernes efter kontrol af indholdet. |

Tuborgs 60 Aars Stiftelsesdag er en dansk dokumentarisk optagelse fra 1933.

## Handling
Tuborgs Fabrikker (fra 1935 Tuborgs Bryggerier) blev grundlagt i Hellerup d. 13 maj 1873 af Philip W. Heyman og C.F. Tietgen. Lørdag d. 23. maj 1933 fejrer virksomheden sin 60 års stiftelsesdag. Filmen viser optagelser fra receptionen, hvor daværende direktør Benny Dessau og hans søn salgsdirektør Einar Dessau tager imod de mange gæster, der kommer med lykønskninger og gaver. Blandt gæsterne er repræsentanter fra håndværkerforeningen og fagforbundene samt formændene for de kvindelige og mandlige bryggeriarbejdere. De takker direktøren og direktionen for et godt samarbejde. Direktøren holder tale for forsamlingen. I løbet af eftermiddagen kører de karakteristiske Tuborg-vogne i optog gennem byen. Filmen fremstår uredigeret og fragmentarisk.